# Daria Polunina
Daria Polunina (ukr. Дар'я Полуніна; ur. 22 czerwca 1992 w Kamieńskiem na Ukrainie) – ukraińska aktorka teatralna, filmowa i telewizyjna, modelka.

## Życiorys
Urodziła się w obwodzie dniepropetrowskim we wschodniej Ukrainie. W wieku 14 lat zapisała się na zajęcia do dziecięcego teatru studyjnego, który zainspirował ją do wyboru artystycznej drogi związanej z aktorstwem. Po ukończeniu szkoły śrdniej, została przyjęta do Kijowskiego Narodowego Uniwersytetu Teatru, Kina i Telewizji im. Iwana Karpenki-Karego, który ukończyła w 2014. Po ukończeniu studiów zagrała w polskim krótkometrażowym filmie, wtedy też zdecydowała się na przeprowadzkę do Warszawy.

## Nagrody i wyróżnienia
- 2021 – Nagrody im. Jana Machulskiego, nominacja w kategorii: Najlepsza aktorka – Masza
- 2021 – Wyróżnienie honorowe za konsekwentną i dotkliwą kreację aktorską na X Forum Młodej Reżyserii – Un soir d’avril[5]
- 2021 – Nagroda dla najlepszej aktorki na The Pigeon International Film Festival, Isafjordur – Masza
- 2021 – Nagroda dla najlepszej aktorki na The Pigeon International Film Festival, Isafjordur – Schid Zachid
- 2018 – Wyróżnienie Specjalne na Świdnickim Festiwalu Filmowym Spektrum

## Role teatralne

### Teatr
Teatr Rozmaitości w Warszawie
| Rok  | Tytuł                                         | Rola | Reżyseria            |
| ---- | --------------------------------------------- | ---- | -------------------- |
| 2023 | Mój sztandar zasikał kotek. Kroniki z Donbasu |      | Aleksandra Popławska |

Akademia Sztuk Teatralnych im. Stanisława Wyspiańskiego w Krakowie
| Rok  | Tytuł           | Rola | Reżyseria               |
| ---- | --------------- | ---- | ----------------------- |
| 2021 | Un soir d’avril |      | Weronika Maria Kuśmider |

Teatr Polski im. Arnolda Szyfmana w Warszawie
| Rok  | Tytuł  | Rola | Reżyseria         |
| ---- | ------ | ---- | ----------------- |
| 2019 | Dziady |      | Janusz Wiśniewski |

Teatr Polski w Poznaniu
| Rok  | Tytuł         | Rola | Reżyseria       |
| ---- | ------------- | ---- | --------------- |
| 2019 | Hamlet/Gamlet |      | Maja Kleczewska |

## Filmografia

### Filmy
| Rok  | Tytuł                          | Rola           | Uwagi                          |
| ---- | ------------------------------ | -------------- | ------------------------------ |
| 2023 | Nagie oko                      | Wanda          | Krótkometrażowy film fabularny |
| 2019 | Lesya Ukrainka (Леся Українка) | Lesya Ukrainka | Biograficzny film fabularny    |
| 2019 | Foxter & Max                   | Alex           | Film fantasy                   |

### Seriale
| Rok  | Tytuł                   | Rola            | Uwagi                              |
| ---- | ----------------------- | --------------- | ---------------------------------- |
| 2023 | Dziewczyna i kosmonauta | Nadia Dawidowa  | Serial fabularny                   |
| 2023 | Polowanie na ćmy        | Nastazja Jurina | Serial fabularny, odc. 1–7         |
| 2021 | Dom od Dwoma Orłami     | Aksinia Rabczuk | Serial fabularny, odc. 5, 6, 8, 10 |

### Etiudy
| Rok  | Tytuł                         | Rola   | Uwagi                |
| ---- | ----------------------------- | ------ | -------------------- |
| 2022 | Magma                         |        | Etiuda szkolna       |
| 2020 | East-West (Schid Zachid)      |        | Etiuda szkolna       |
| 2020 | Masza                         | Wiera  | Etiuda szkolna       |
| 2019 | Exhale                        | Matka  | Film krótkometrażowy |
| 2019 | Desaturated                   |        | Film krótkometrażowy |
| 2019 | The road home (Дорога додому) | Olha   | Film krótkometrażowy |
| 2018 | Saszka                        | Saszka | Etiuda szkolna       |
| 2016 | Blood Sausage                 |        | Film krótkometrażowy |

Sporządzono na podstawie materiału źródłowego.

## Filmoteka
- Polowanie na ćmy – serial kostiumowy (TVP 2023)
- Naszą bronią jest słowo – polscy i ukraińscy artyści łączą siły, by zebrać pieniądze na pomoc Ukrainie, fragment programu Dzień dobry TVN z 16 marca 2022 (TVN)
- Dom pod Dwoma Orłami – serial historyczny (TVP 2021)